# Wadilemur
 Wadilemur  ist eine ausgestorbene Gattung der Primaten, die vor rund 35 Millionen Jahren im Gebiet der heutigen Fossillagerstätte Fayyum in Ägypten vorkam. Typusart und zugleich bislang einzige Art der Gattung ist Wadilemur elegans. Die Fossilien dieser Gattung wurden im Jahr 2005 in die Familie der Galagidae („Buschbabys“) eingeordnet, deren heute lebende Exemplare ausschließlich in Afrika vorkommen. In der Erstbeschreibung der Gattung im Jahr 1997 war sie zunächst der Primatengruppe der Adapiformes zugeordnet worden.

## Namensgebung
Wadilemur ist ein im Jahr 1997 in der Erstbeschreibung geprägter Neologismus. Die Bezeichnung der Gattung verweist auf die Primaten-Teilordnung der Lemuren – zu der die Gattung Wadilemur nach heutigem Kenntnisstand jedoch nicht gehört – und wurde kombiniert mit dem arabischen Wort Wadi (الوادي, DMG al-wādī, indeterminiert واد / wādin, „Trockental“). Das Epitheton der Typusart, elegans, ist abgeleitet von lateinisch elegans ‚elegant‘ (im Sinne von ‚gewandt‘, ‚geschmeidig in der Bewegung‘ bzw. ‚elegant im Aussehen‘).

## Erstbeschreibung
Holotypus der Gattung und zugleich der Typusart Wadilemur elegans ist das Fragment eines rechten Unterkiefers mit erhaltenem Prämolar P3 und den drei Molaren M1 bis M3 (Sammlungsnummer DPC 42211). Als Paratypus wurde diesem Unterkiefer ein zweites Unterkiefer-Fragment mit teilweise erhaltenem, aufsteigendem Unterkieferast (Ramus mandibulae) und den Backenzähnen P4, M1, M2 und M3 sowie einem beschädigten Prämolar P3 beigegeben (DPC 13439). Beide Fossilien wurden in der Fundstelle L-41 der Gebel Qatrani Formation entdeckt. Gemeinsam mit der zugleich entdeckten und erstbeschriebenen Art Anchomomys milleri gehört Wadilemur zu den kleinsten aus Fayyum bekannten, frühen Primaten. Die stammesgeschichtliche Einordnung ergab eine vorläufige Zugehörigkeit zur ausgestorbenen Tribus der Anchomomyini in der Familie der Adapidae.

## Weitere Funde
Im Jahr 2005 wurde die stammesgeschichtliche Einordnung von Gattung und Typusart revidiert, nachdem zusätzliche Fossilienfunde eine deutliche verwandtschaftliche Nähe von Wadilemur und den heute lebenden Galagos erkennen ließen; demnach handelt es sich bei Wadilemur um ein Mitglied der Stammgruppe der Galagos und einen Verwandten der etwas älteren Gattung Saharagalago.
Als zusätzliche Paratypen wurden 2005 das Fragment eines rechten Oberkiefers mit erhaltenem Molar M1, beschädigtem Prämolar P4 sowie Resten der Wurzeln von P3 benannt, ferner ein linker Unterkiefer mit erhaltenen Prämolaren und Molaren (P2 bis M2) und den Zahnfächern mehrerer Frontzähne sowie ein fast vollständiger linker Oberschenkelknochen. Aus der Beschaffenheit des Oberschenkelknochens wurde abgeleitet, dass die Tiere des Gattung Wadilemur sich zu Lebzeiten auf Bäumen vermutlich ähnlich bewegt haben wie die heute lebenden Demidoff-Galagos und Großohr-Riesengalagos, das heißt vierfüßig auf den Ästen und gelegentlich von Ast zu Ast springend. Die Merkmale der Zähne lassen darauf schließen, dass die Tiere sich von Früchten und Insekten ernährten.

## Belege
1. 1 2  Erik R. Seiffert, Elwyn L. Simons, Timothy M. Ryan und Yousry Attia: Additional remains of Wadilemur elegans, a primitive stem galagid from the late Eocene of Egypt. In: PNAS. Band 102, Nr. 32, 2005, S. 11396–11401, doi:10.1073/pnas.0505310102, Volltext (PDF).
2. 1 2 3  Elwyn L. Simons: Discovery of the smallest Fayum Egyptian primates (Anchomomyini, Adapidae). In: PNAS. Band 94, Nr. 1, 1997, S. 180–184, doi:10.1073/pnas.94.1.180, Volltext.
3. ↑  E. Christopher Kirk und Elwyn L. Simons: Diets of fossil primates from the Fayum Depression of Egypt: a quantitative analysis of molar shearing. In: Journal of Human Evolution. Band 40, Nr. 3, 2001, S. 203–229, doi:10.1006/jhev.2000.0450.